# Cantone di Commentry
Il Cantone di Commentry è una divisione amministrativa dell'arrondissement di Montluçon.
A seguito della riforma approvata con decreto del 27 febbraio 2014, che ha avuto attuazione dopo le elezioni dipartimentali del 2015, è passato da 4 a 24 comuni.

## Composizione
I 4 comuni facenti parte prima della riforma del 2014 erano:
- Colombier
- Commentry
- Hyds
- Malicorne

Dal 2015 i comuni appartenenti al cantone sono i seguenti YY:
- Beaune-d'Allier
- Bézenet
- Blomard
- Chamblet
- Chappes
- Chavenon
- Colombier
- Commentry
- Deneuille-les-Mines
- Doyet
- Hyds
- Louroux-de-Beaune
- Malicorne
- Montmarault
- Montvicq
- Murat
- Saint-Angel
- Saint-Bonnet-de-Four
- Saint-Marcel-en-Murat
- Saint-Priest-en-Murat
- Sazeret
- Verneix
- Vernusse
- Villefranche-d'Allier